# Liste des jeux télévisés québécois
Cette page recense les jeux télévisés québécois.
| Titre                                  | Réseau    | Animateur(s) | Période(s) de diffusion                                     |
| -------------------------------------- | --------- | --- | ----------------------------------------------------------- |
| Action Jeunesse                        | TQS       | Pierre Lalonde | 1987 - 88                                                   |
| Action Réaction                        | TQS       | Pierre Lalonde | 1986 - 90                                                   |
| Adam ou Ève                            | TVA       | Janette Bertrand et Jean Lajeunesse | 1961 - 68                                                   |
| À fond de train                        | Unis TV   | Christian Essiambre, Marianne Verville | 2017 - 21                                                   |
| À la poursuite de Carmen Sandiego      | R.-C.     | Patrick Labbé | 1998 - 2001                                                 |
| À la seconde                           | R.-C.     | Jacques Boulanger (1967 - 69), Jacques Houde (été 69), Jean-Pierre Coallier (1969 - 71), Roger Baulu (1971 - 72)                                                                                      | 1967 - 72                                                   |
| Allume-moi                             | V         | Philippe Bond | automnes 2013 - 14                                          |
| As-tu vu ça?                           | TQc       | Martin Dion | 1994 - 96                                                   |
| À table!                               | TV5       | Chantal Lamarre | 2010 - 13                                                   |
| Atomes crochus                         | V         | Alexandre Barrette | 2010 - 16                                                   |
| Au carrefour des mots                  | R.-C.     | Fernand Seguin | 1952 - 53                                                   |
| Au jeu                                 | R.-C.     | Serge Thériault et Josée Cusson, puis Jean-François Cartier et Josée Cusson | 1981 - 91                                                   |
| Au secours mon amour                   | TVA       | Claude Boulard et Pierre Marcotte | 1971 - 74                                                   |
| Au suivant!                            | R.-C.     | Stéphane Bellavance | 2016 - en cours                                             |
| Au voleur!                             | R.-C.     | Ovila Légaré | été 1963                                                    |
| L'avocat du diable                     | R.-C.     | Michel Beaudry | été 1991                                                    |
| À vous de jouer                        | TVA       | Michel Noël, René Caron | 1970 - 71                                                   |
| À vous de jouer                        | TVA       | Claude Michaud (1978), Robert Arcand (1978 - 79) | 1978 - 79                                                   |
| Banco banco                            | TVA       | Jean-Claude Robillard | 1971 - 72                                                   |
| Le Banquier                            | TVA       | Julie Snyder | 2007 - 17                                                   |
| Baterum                                | R.-C.     | Henri Bergeron | été 1972                                                    |
| Les beaux parleurs                     | R.-C.     | Patrice L'Écuyer | 2001 - 03                                                   |
| Bluff                                  | TQc       | Marie-Christine Trottier et Antoine Bertrand | 2008 - 10                                                   |
| Les bolés                              | TQS       | Carole St-Denis (2004 - 05), Yannick Marjot (2005 - 07) | 2004 - 07                                                   |
| La bonne étoile                        | TVA       | Jean-Michel Anctil | 2003                                                        |
| Bravo                                  | R.-C.     | Guy Boucher | été 1981                                                    |
| Buzzé le quiz rock                     | MP        | Anne-Marie Withenshaw | 2001 - 02                                                   |
| Ça fait la job                         | Unis TV   | Luc LeBlanc, Samuel Chiasson | 2021 - en cours                                             |
| Cafouillis                             | TQS       | Francis Reddy | 1990 - 92                                                   |
| Capitaine Cosmos                       | TVA       | Claude Steben | 1983 - 84                                                   |
| Carte d'identité                       | R.-C.     | Benoît Marleau | 1986 - 87                                                   |
| Casino musical                         | TVA       | Christine Chartrand, Claude Steben et Marcel Giguère | 1979 - 80                                                   |
| 100 génies                             | R.-C.     | Pierre-Yves Lord | 2019 - en cours                                             |
| Le cercle                              | TVA       | Charles Lafortune | 2005 - 11                                                   |
| Cerveau direction                      | R.-C.     | Élyse Marquis | étés 2002 - 03                                              |
| Ce soir tout est permis                | V         | Éric Salvail | 2014 - 16                                                   |
| C'est du sport                         | TQc       | Patrice Bélanger | 2014                                                        |
| C'est ma toune                         | R.-C.     | Jean-François Breau et Marie-Ève Janvier | hivers 2014 - 15                                            |
| C'est pas sorcier                      | TVA       | Claude Boulard | 1973                                                        |
| Chacun son métier                      | R.-C.     | Louis Morisset, Fernand Seguin | 1954 - 59                                                   |
| Le chaînon manquant                    | TQS       | Guy Jodoin | 1997 - 98                                                   |
| Chaque seconde compte                  | Noovo     | Julie Snyder | 2023-en cours                                               |
| Charivari                              | TVA       | Guy Mongrain, Marie-Michèle Desrosiers (été 1990) | 1987 - 91                                                   |
| Charivari élite                        | TVA       | Guy Mongrain | 1991 - 92                                                   |
| Charivari jeunes                       | TVA       | Pierre Houle (été 1988), Guy Mongrain (1988 - 90) | été 1988, 1988 - 90                                         |
| Chasse à l'homme                       | R.-C.     | Charles Lafortune | 2002 - 03                                                   |
| Chasse aux trésors                     | TVA/TQS   | Rémy Girard (1996), Marcel Leboeuf (1997 - 99), Francis Reddy (2003) | 1996 - 99 (TVA), 2003 (TQS)                                 |
| Cherchez le magot                      | TVA       | Serge Bélair | 1969 - 71                                                   |
| Le choc des générations                | R.-C.     | Gregory Charles | automnes 2013 - 14                                          |
| Cinq pour un                           | R.-Q.     | Animé en alternance par Guy Richer, Gaston L'Heureux, Jean Duceppe, Jean Besré, Louise Deschâtelets et Suzanne Lévesque (1987 - 88); Guy Richer seul (1988 - 89)                                      | 1987 - 89                                                   |
| Le 5e élément                          | UnisTV    | Christian Essiambre | 2014 - 15                                                   |
| La classe de 5e                        | TVA       | Charles Lafortune | 2009 - 11                                                   |
| La clé des champs                      | R.-C.     | Gérard Delage | 1955 - 60                                                   |
| Code Max                               | R.-C.     | Daniel Coutu et Lucien Bergeron (Max) | 2015 - 17                                                   |
| Coffre-fort                            | TVA       | Guy Mongrain | 1991                                                        |
| Les colles buissonnières               | R.-Q.     | Pierre Therrien | 1990 - 91                                                   |
| Le combat des chefs                    | Canal Vie | Maryse Roberge, Gaston L'Heureux | 1997 - 98                                                   |
| Comptant content                       | TQS       | Larry-Michel Demers | 1987 - 88                                                   |
| Connivence                             | R.-C.     | Sébastien Benoit | étés 2011 - 12                                              |
| Coup de foudre                         | TQS/MP/V  | Yves Gionet et Anne Bisson (1988 - 92), Éric de Gaspé et Christine Anthony (1992 - 93), Babu et Valérie Simard (2007), Mathieu Baron (2016 - 18)                                                      | 1988 - 93 (TQS), 2007 (MP), 2016 - 18 (V)                   |
| La course aux trésors                  | TVA       | Jacques Salvail et Diane Lafrance | été 1984                                                    |
| Dans la note                           | R.-C.     | Normand Choquette | été 1975                                                    |
| Dans le noir                           | TQS       | Stéphane Rousseau | 1997                                                        |
| Défi cascado                           | TVA       | Mario Lirette | été 1988                                                    |
| Le dernier passager WIXX               | TQc       | Anaïs Favron | 2011 - 19                                                   |
| Des mots et des maux                   | R.-C.     | Normand Latour | 1999 - 2003                                                 |
| Dessinoscope                           | CF        | Daniel Dõ | 1992 - 93                                                   |
| Des squelettes dans le placard         | R.-C.     | Patrice L'Écuyer | étés 2006 - 19                                              |
| Destination: Canada                    | R.-C.     | Lizette Gervais | 1973 - 74                                                   |
| Les détecteurs de mensonges            | R.-C./TQS | Patrice L'Écuyer (1990 -1994)(1999 - 2001), Marc-André Coallier (1994-1996) | (1990-1994) R.-C.), (1994-1996)(TQS), (1999 - 2001) (R.-C.) |
| Devine combien je gagne                | V         | François-Étienne Paré | 2009                                                        |
| Devinez juste                          | TVA       | René Caron | 1963 - 67                                                   |
| Distraction                            | V         | Pierre-Yves Lord | 2009                                                        |
| Domino                                 | R.-C.     | Jacques Zouvi, Jacqueline Vézina et Claude Léveillée | 1957 - 62                                                   |
| Double défi                            | TVA       | Gilles Payer | été 1989, 1989 - 90                                         |
| Double jeu                             | TQS       | Guy Boucher | 1987 - 88                                                   |
| Drague-moi                             | TQS       | Sébastien Benoit | 1994                                                        |
| Du bout des doigts                     | R.-C.     | Claude Rivard | été 1974                                                    |
| Duo                                    | V         | Josée Boudreault | 2011 - 13                                                   |
| Édition spéciale                       | R.-C.     | Henri Bergeron | 1959 - 63                                                   |
| L'épicerie en folie Metro              | TQS       | Christian Tétreault | 1994 - 95                                                   |
| Escalade                               | R.-C.     | Normand Séguin | automne 1987                                                |
| Les escholiers de la grande école      | R.-C.     | Paul Leduc | 1952                                                        |
| Face à la musique                      | R.-C.     | Jacques Boulanger | 1965 - 66                                                   |
| Face au mur                            | TVA       | Maripier Morin | hiver 2018                                                  |
| Facteur de risques                     | TVA       | Josée Lavigueur et Benoît Gagnon | 2003 - 04                                                   |
| Fais-moi un dessin                     | TVA       | Yves Corbeil | 1988 - 92                                                   |
| Fais-moi rire                          | TVA       | René Simard | 1999                                                        |
| Faites-moi confiance                   | TVA       | Guillaume Lemay-Thivierge | 2013 - 15                                                   |
| Faites vos jeux                        | R.-C.     | Jacques Normand, Jean Gélinas | 1957 - 59                                                   |
| Fa si la chanter                       | R.-C.     | Patrick Bourgeois | 1997-98                                                     |
| Fidèles au poste!                      | TVA       | Éric Salvail | 2010 - 13                                                   |
| Flip flop                              | R.-C.     | Élyse Marquis | 1997 - 99                                                   |
| Les Forges du désert                   | TVA       | André Robitaille | 2000 - 01                                                   |
| Fort Boyard                            | TVA       | Guy Richer et France Beaudoin (1993), Guy Mongrain et Marie-Soleil Tougas (1994 - 97), Guy Mongrain et Sylvie Bernier (1998 - 2000), Guillaume Lemay-Thivierge et Dave Morissette (2014-15)           | 1993 - 2000, 2014-15                                        |
| Franc-Croisé                           | R.-C.     | Manuel Hurtubise et Sylvie Moreau | 1997 - 99                                                   |
| Fric-O-Frigo                           | Zeste     | Pascal Morrissette | étés 2013 - 14                                              |
| La Fureur                              | R.-C.     | Véronique Cloutier (1998 - 2003),Sébastien Benoit (2003 -2007) | 1998 - 2007                                                 |
| Galaxie                                | TVA       | Réal Giguère | 1983 - 84, 1985 - 88                                        |
| Génial!                                | TQc       | Stéphane Bellavance | 2010 - en cours                                             |
| Génies en herbe                        | R.-C.     | Serge Arsenault, Pierre McNicoll, Marc Fillion, Michel Benoît, Louis Thiboutôt, Claude Deschênes et Élaine Lauzon, Martin Gélinas                                                                     | 1973 - 97                                                   |
| Génies en herbe: l'aventure            | R.-C.     | Stéphan Bureau | hiver 2011                                                  |
| GPS Monde                              | TV5       | Mélanie Maynard | 2012 - 13                                                   |
| Le grand circuit                       | R.-C.     | Serge Laprade | été 1983                                                    |
| Le grand jeu des animaux               | TQc       | Pierre Hébert | 2013 - 14                                                   |
| Le grand jeu Québon                    | TVA       | Vincent Bolduc et Julie Deslauriers | été 1999                                                    |
| La Guerre des clans                    | TQS/V     | Luc Senay (1992 - 97), Jean-François Baril (2009 - 17), Jean-François Breau (2018 - 19) | 1992 - 97 (TQS), 2009 - 17 (V), 2018 - 19 (V)               |
| La guerre des sexes                    | TQS       | Louise Deschâtelets et Guy Fournier | 1988 - 89                                                   |
| Les indices pensables                  | TQS       | Gino Chouinard | étés 1999 - 2000                                            |
| L'infernale machine du Dr V            | R.-C.     | Jasmin Roy | 1994 - 96                                                   |
| L'intrigue                             | R.-C.     | Julie Castonguay et Luc Senay | 1987 - 89                                                   |
| J'ai la mémoire qui flanche            | R.-C.     | Claude Rivard | été 1973                                                    |
| J'ai mon voyage                        | TVA       | Claude Boulard | 1979 - 81                                                   |
| Jeopardy!                              | TVA       | Réal Giguère | 1991 - 93                                                   |
| Le jeu du siècle                       | TQc       | Denise Bombardier | 1998 - 99                                                   |
| Jeux d'enfants                         | R.-C.     | Martin Drainville | 1996                                                        |
| Lingo                                  | R.-C.     | Paul Houde | 1998 - 2001                                                 |
| LotoQuiz                               | TVA       | Yves Corbeil et Lisa Marois | 1991 - 92                                                   |
| Mais ou se cache Carmen Sandiego?      | TQc       | Martin Drainville et Pauline Martin | 1995 - 97                                                   |
| Manigances                             | R.-C.     | Manuel Hurtubise | 1990 - 97                                                   |
| Me connais-tu?                         | Canal Vie | Jérémy Demay | 2014                                                        |
| Mémoire en jeu                         | R.-C.     | Michel Desrochers | 1993 - 94                                                   |
| Mémorable!                             | R.-C.     | Pierre-Yves Lord | 2019                                                        |
| Métropoli$, la cité du million         | TVA       | Sonia Benezra | 2002                                                        |
| Mimémo                                 | TVA       | Gaston Lepage | été 1989, 1989 - 90                                         |
| Minimo                                 | TVA       | Michel Forget | 1979                                                        |
| Miniquiz                               | R.-C.     | Sylvie Potvin, Jean-Pierre Chartrand | 1989 - 90                                                   |
| Misez juste                            | TQS       | Alain Léveillé | 1994 - 95                                                   |
| Le Moment de vérité                    | R.-C.     | Patrice L'Écuyer | 2007 - 11                                                   |
| Les mondes de Sismi                    | R.-C.     | Claude Legault et Geneviève Lavigne | 1996 - 98                                                   |
| Monopoly                               | TVA       | Marcel Leboeuf | 1997 - 98                                                   |
| Monsieur Banco                         | TVA       | Jen Roger | 1965 - 68                                                   |
| Les Mordus                             | TVA       | André Robitaille | 1997 - 2001                                                 |
| Le mur                                 | V         | Benoît Gagnon | 2009-2011                                                   |
| Le nez de Cléopâtre                    | R.-C.     | Roger Duhamel | 1952 - 55                                                   |
| Ni oui ni non                          | R.-C.     | Gilles Pelletier | 1968 - 71                                                   |
| Odyssée                                | TVA       | Alain Montpetit | 1984 - 85                                                   |
| Oh! la la!                             | R.-C.     | Jean-Pierre Coallier (1973), Danielle Ouimet et Benoît Girard (1974) | étés 1973 - 74                                              |
| On connaît la chanson                  | TVA       | Mario Tessier | 2011 - 14                                                   |
| On est comme on naît                   | TVA       | Doris Lussier | 1973 - 74                                                   |
| On joue au docteur                     | Canal Vie | Josée Bournival | 2006                                                        |
| On ne ment que deux fois               | R.-C.     | André Robitaille | étés 2004 - 05                                              |
| On passe à l'histoire                  | TV5       | Chantal Lamarre | 2013 - 15                                                   |
| Opération caméléon                     | CF/VRAK   | Pierre Chagnon (1998 - 99), Réal Bossé et Isabelle Brouillette (2000 - 01) | 1998 - 99 (CF), 2000 - 01 (VRAK)                            |
| Oui ou non                             | R.-C.     | Jean-Pierre Coallier | 1968 - 71                                                   |
| La paire gagne                         | R.-C.     | Jacques Houde et Juliette Huot | 1969 - 70                                                   |
| Paquet voleur                          | R.-C.     | Véronique Cloutier (2007 - 10), Joël Legendre (2010 - 14) | 2007 - 14                                                   |
| Paquet voleur express                  | R.-C.     | Joël Legendre | étés 2013 - 14                                              |
| Pense vite!                            | UnisTV    | Nicolas Ouellet | 2014 - 15                                                   |
| Pensez vite                            | R.-C.     | Jean-Pierre Coallier (été 1971), Émile Genest (1971-72) | 1971 - 72                                                   |
| Personnalité                           | TVA       | Émile Genest (1978 - 79), Yves Sauvé (1979) | 1978 - 79                                                   |
| Personnalités                          | TVA       | Claude Boulard | 1973 - 75                                                   |
| Piment Fort                            | TVA       | Normand Brathwaite | 1993 - 2001, 2016 - 2018                                    |
| Le point d'interrogation               | R.-C.     | Doris Lussier, Nicole Germain | 1955 - 61                                                   |
| La poule aux œufs d'or                 | R.-C./TVA | Roger Baulu (1958 - 65), Doris Lussier (1965 - 66), Guy Mongrain (1993 - 2018), Sébastien Benoit (2018 - en cours)                                                                                    | 1958 - 66 (R.-C.), 1993 - en cours (TVA)                    |
| Presse-citron                          | TQS       | François Massicotte | 1997 - 98                                                   |
| Prêt à partir                          | Évasion   | Francis Reddy | 2013 - 15                                                   |
| Price Is Right: À vous de jouer        | V         | Philippe Bond | 2011 - 12                                                   |
| Privé de sens                          | R.-C.     | Normand Brathwaite | 2011 - 13                                                   |
| Puzzle                                 | TQS       | Michel Forget | 1988 - 89                                                   |
| Pyramide                               | R.-C.     | Sébastien Benoit | 2007-11                                                     |
| Québec à la carte                      | TVA       | Claude Boulard et Danielle Godin (1985), Claude Boulard et Louise Roy-Décary (1986), Guy Mongrain et Chantale Roy (1987), Jacques Auger et Chantale Roy (1988), Claude Saucier et Chantale Roy (1989) | étés 1985 - 89                                              |
| Que le meilleur gagne                  | R.-C.     | Gregory Charles (1993 - 97), Alain Dumas (été 2007) | 1993 - 97, été 2007                                         |
| Quelle histoire!                       | TQS       | Bernard Fortin et Edgar Fruitier | 1993 - 94                                                   |
| Question de jugement                   | R.-C.     | Pierre Hébert (humoriste) | été 2021 - en cours                                         |
| Question de sport                      | RDS       | Yvan Ponton | 1994 - 96                                                   |
| Qui dit vrai?                          | TVA       | Serge Bélair, Jacques Proulx, Claude Boulard | 1975 - 79                                                   |
| Quiz-o                                 | TVA       | Michel Normandin | 1961 - 62                                                   |
| Quiz-variétés                          | R.-C.     | Roland Bélanger | 1957 - 58                                                   |
| Qu'ouïs-je?                            | R.-C.     | Roland Leclerc | été 1972                                                    |
| RAM                                    | MP        | Chéli Sauvé-Castonguay | 2009                                                        |
| Relevez le défi                        | TQS       | Gaston Lepage | 1993 - 95                                                   |
| Remise à neuf                          | V         | Pierre Hébert | 2011 - 12                                                   |
| Rétro-spec                             | R.-C.     | Benoît Girard, Jacques Fauteux | 1977 - 78                                                   |
| La rigolade                            | R.-C.     | Denis Drouin | 1955 - 58                                                   |
| Rockambolesque le quiz                 | MP        | Denis Talbot | 1991 - 93                                                   |
| Les rois de la pop                     | TQS       | Pierre Marcotte | hiver 2007                                                  |
| La Roue chanceuse                      | TQS       | Donald Lautrec | été 1989, 1989 - 92                                         |
| Rumeurs                                | TQS       | Bruno Landry | 1997 - 98                                                   |
| Sans blague                            | R.-C.     | Pascal Normand | été 1973                                                    |
| Sans sens sûr                          | TQS       | Christian Tétreault | 1995 - 96                                                   |
| Les Satellipopettes                    | TVA       | Claude Steben | 1978 - 83, 1984 - 87                                        |
| Savez-vous voyager?                    | R.-C.     | Gil Laroche | 1957                                                        |
| Secrets de famille                     | TVA       | Martin Drainville (été 1991), Jacques Auger (1992 - 94) | été 1991, 92 - 94                                           |
| Shlak                                  | CF        | Patrick Huneault | 1993 - 97                                                   |
| Silence, on joue!                      | R.-C.     | Patrice L'Écuyer | 2015 - en cours                                             |
| Si Québec m'était conté                | TVA       | Claude Boulard et Roger Baulu | 1974 - 75                                                   |
| Soirée Quiz                            | TQc       | Antoine Vézina et Tammy Verge | 2024                                                        |
| Sprint                                 | R.-C.     | Normand Harvey | 1973 - 74                                                   |
| Super détectives                       | R.-C.     | Germain Houde | 1991 - 92                                                   |
| Super Galaxie                          | TVA       | Réal Giguère | 1984 - 85                                                   |
| Sur des roulettes                      | R.-C.     | Gilles Pellerin (1976), Pierre Marcotte (1977 - 80) | étés 1976 - 80                                              |
| Sur invitation seulement               | TVA       | Stéphane Rousseau | 2014 - 15                                                   |
| Synchro                                | R.-C.     | Stéphane Bellavance | été 2010                                                    |
| Taxi Payant                            | V         | Alexandre Barrette | 2009 - 18                                                   |
| Le temps de jouer                      | R.-C.     | Jacques Houde | 1980 - 81                                                   |
| La tête de l'emploi                    | R.-C.     | Véronique Cloutier | 1997 - 99                                                   |
| Tic Tac Show                           | V         | Jean-François Mercier | 2013 - 14                                                   |
| Tic Tac Toc                            | R.-C.     | André Cailloux, Denyse St-Pierre, Serge Longpré et Raymonde Prud'homme | 1952 - 57                                                   |
| Tic Tac Toc                            | TVA       | Claude Mailhot | 1978 - 79                                                   |
| Tic-taquin                             | R.-C.     | Louis Morisset | été 1962                                                    |
| Top science!                           | UnisTV    | Marie-Soleil Dion et Jean-Daniel Doucet | 2016 - 17                                                   |
| Tout le monde joue... avec les Jérolas | R.-C.     | Jean Lapointe et Jérôme Lemay | été 1972                                                    |
| Tournoi des mètres                     | TQc       | Martin Drainville | hiver 2007                                                  |
| Tous contre un                         | TQc       | Marc-André Coallier | 2001 - 03                                                   |
| Tous pour un                           | R.-C.     | Raymond Charette (1963 - 66), Jacques Fauteux (1966 - 69), Gilles Gougeon (1992 - 94), Jean Besré (1994 - 95), Francis Reddy (2007 - 11)                                                              | 1963 - 69, 1992 - 95, 2007 - 11                             |
| Le travail à la chaîne                 | R.-C.     | Serge Laprade (1972 - 79), Yoland Guérard (1979 - 81) | 1972 - 81                                                   |
| Les 36 cordes                          | R.-C.     | Jacques Beaulieu | 1980 - 81                                                   |
| Le tricheur                            | TVA       | Guy Jodoin | 2012 - en cours                                             |
| Les trois as                           | R.-C.     | Pierre Paquette (1970), Pierre Perreault (1971) | étés 1970 - 71                                              |
| Trouve-moi ça!                         | V         | Billy Tellier | 2014                                                        |
| Trouvez l'erreur                       | R.-C.     | Louis-Paul Allard | 1984 - 85                                                   |
| Ultimatum                              | TVA       | Yvan Ponton | 2001 - 04                                                   |
| Une paire d'as                         | R.-C.     | Ghyslain Tremblay et Gaston L'Heureux | 1989 - 90                                                   |
| La une qui tue                         | TQc       | Jean-Philippe Wauthier | 2011 - 13                                                   |
| L'union fait la farce                  | TVA       | Serge Bélair, Raymond Lemay | 1976 - 78                                                   |
| L'union fait la force                  | R.-C.     | Patrice L'Écuyer | 2003 - 15                                                   |
| L'ultraquiz Lance et Compte            | R.-C.     | Dominique Michel | 1987                                                        |
| Vingt-et-un                            | TVA       | Guy Mongrain | 2004 - 05                                                   |
| Vivre                                  | R.-C.     | Gilles Pelletier | 1966 - 68                                                   |
| Voulez-vous jouer avec moi?            | R.-C.     | Pierre Thériault | été 1963                                                    |
| Vous êtes témoin                       | R.-C.     | Bruno Cyr | 1959                                                        |
| Vrai de vrai                           | TVA       | Réal Giguère | 1968 - 70                                                   |
| Wipeout                                | V         | Alain Dumas, Réal Béland et Valérie Simard | 2009                                                        |
| Wizz                                   | R.-C.     | Sébastien Benoit | 2002 - 03                                                   |
| Zéro à 1000$ - L'échelle du talent     | V         | Yves Desgagnés, Nelson Harvey et Mahée Paiement | 2010 - 11                                                   |
| Les Zigotos                            | CF        | Jean-François Beaupré, Anne Casabonne et Nathalie Déry | 1994 - 98                                                   |
| Zizanie                                | TQS       | Michel Beaudoin (1990), Jacques Lussier (1990 - 92) | 1990 - 92                                                   |